# Alex Valderrama
Didi Alex Valderrama Pinedo (Santa Marta, 1 de octubre de 1960) es un exfutbolista colombiano, jugaba de delantero.

## Trayectoria
Hizo su debut con el Unión Magdalena, el mismo equipo en el que unos años más tarde jugaran su primo Carlos, y luego trasladarse a Millonarios por una temporada; regresado a las empresas que empiezan, se vendió el 9 de febrero de 1984[1] Atlético Junior de Barranquilla por la suma de veinticinco millones de pesos. Él terminó segundo en la tabla de goleadores de la liga colombiana de 1984, solo por detrás de Hugo Gottardi, anotando dieciocho redes.[3]Por lo tanto continuó su carrera Atlético Nacional de Medellín, con el que ganó la Copa Libertadores. En 1991 se trasladó a Venezuela, el Deportivo Táchira, con el que también jugó en la Copa Libertadores en 1991; [4] volvió a casa en 1993 para volver a jugar en el Unión Magdalena.[5] El año siguiente fue de nuevo en Venezuela, all Anzoátegui, [6] y en 1995 jugó en la Categoría Primera B en el Deportivo Unicosta. [7] Se cuenta con 110 goles Categoría Primera A.[8]

## Selección nacional
Participó en el fútbol Sub-20 Campeonato Sudamericano de 1977, [9] no obtener la calificación para el Mundial 1977 Sub-20. El debut del equipo de alto nivel se llevó a cabo el 18 de julio de 1979 , y formó parte de la selección de nueve años; También fue convocado para la Copa América 1983 , en cuyo caso marcó dos goles. Tiene un total de veintidós apariciones y cinco goles con Colombia.[10]

### Participaciones enCopas América
| Torneo                 | Sede                   | Resultado              | PJ | GA | Asis |
| ---------------------- | ---------------------- | ---------------------- | -- | -- | ---- |
| Copa América 1979      | Sin Sede Fija          | Fase de grupos         | 1  | 0  | 0    |
| Copa América 1983      | Sin Sede Fija          | Fase de grupos         | 3  | 2  | 0    |
| Total en Copas América | Total en Copas América | Total en Copas América | 4  | 2  | 0    |

## Clubes
| Club                | País                | Temporadas          | Partidos | Goles |
| ------------------- | ------------------- | ------------------- | -------- | ----- |
| Selección Colombia  | Colombia            | 1977-1988           | 22       | 5     |
| Unión Magdalena     | Colombia            | 1979 - 1981         | 112      | 17    |
| Millonarios         | Colombia            | 1982                | 48       | 2     |
| Unión Magdalena     | Colombia            | 1983                | 34       | 18    |
| Atlético Junior     | Colombia            | 1984 - 1987         | 162      | 48    |
| Atlético Nacional   | Colombia            | 1988 - 1990         | 72       | 12    |
| Deportivo Táchira   | Venezuela           | 1991 - 1992         | -        | -     |
| Unión Magdalena     | Colombia            | 1993                | 12       | 1     |
| Anzoátegui          | Venezuela           | 1994                | -        | -     |
| Deportivo Unicosta  | Colombia            | 1995                | -        | -     |
| Total en su carrera | Total en su carrera | Total en su carrera | 462      | 100   |

## Palmarés

### Campeonatos internacionales
| Título              | Club              | País     | Año  |
| ------------------- | ----------------- | -------- | ---- |
| Copa Libertadores   | Atlético Nacional | Colombia | 1989 |
| Copa Interamericana | Atlético Nacional | Colombia | 1990 |

### Distinciones individuales
| Distinción                                      | Año  |
| ----------------------------------------------- | ---- |
| Botín de plata Campeonato colombiano (18 goles) | 1984 |